# Золотой дом Нерона
«Золотой дом» Нерона (лат. Domus Aurea) — дворцово-парковый комплекс в Риме, строительство которого началось после разрушительного пожара 64 года н. э. Это крупнейшая по площади городская резиденция монарха, когда-либо существовавшая в Европе, однако уступающая в площади Запретному городу в Пекине. После гибели Нерона в 68 году недостроенный дворец был заброшен, при Тите сгорел; его территория была вновь открыта публике и застроена общественными зданиями (Колизей, форум и термы Траяна, Триумфальная арка Тита, Базилика Максенция и др.).

## Расположение
Римский пожар 64 года расчистил в городе обширные пространства, прилегавшие к Палатинскому холму, центру империи (лат. arx imperii), некогда — месту жительства легендарных царей Рима. Первым цезарем, построившим свой, пока ещё скромный, дворец на склонах Палатина, был Август (первое десятилетие до н. э.). Тиберий, когда жил в Риме, обитал во дворце Августа, и, вероятно, расширил его. В четвёртом десятилетии н. э. Калигула выстроил на Палатине новый дворец, соединённый с Форумом высоким деревянным мостом, «чтобы ходить в гости к Юпитеру». Нерон, по словам А. В. Амфитеатрова, «нашёл Палатин уже застроенным и не дающим волю его творческой фантазии… не застраивать же было ему единственную пустующую часть холма — area Palatina — традиционное место свиданий государей с приветствующим их народом». Он начал с постройки «проходного дворца» (лат. domus transitoria), дворца-пассажа, соединявшего в низине Палатинский и Эсквилинский холмы. До 64 года планы постройки обширной виллы внутри города, а, возможно, и полной реконструкции Рима, не могли быть реализованы: пришлось бы пойти против вековой традиции и снести десятки храмов и монументов, что даже Нерону было не по силам. Пожар 64 года снял это препятствие.
Использовав постигшее родину несчастье, Нерон построил себе дворец, вызывавший всеобщее изумление не столько обилием пошедших на его отделку драгоценных камней и золота — в этом не было ничего необычного, так как роскошь ввела их в широкое употребление, — сколько лугами, прудами, разбросанными, словно в сельском уединении, тут лесами, там пустошами, с которых открывались далекие виды, что было выполнено под наблюдением и по планам Севера и Целера, наделенных изобретательностью и смелостью в попытках посредством искусства добиться того, в чем отказала природа, и в расточении казны принцепса…
Тацит, Анналы, кн. XV ст. 42, в переводе А. С. Бобовича
Планы Севера и Целера не сохранились; современные историки оценивают площадь дворца от 40 до 120 га. Территория его захватывала Палатин, Эсквилин, склоны Квиринала и Целия, и низину между ними, где впоследствии был построен Колизей. «Прикидывая этот путь к петербургским расстояниям, мы получаем территорию от Сенатской площади до института путей сообщений, оттуда к Аничкову мосту и от него к Троицкому мосту. Для Парижа это Лувр, Тюльери и Елисейские поля, вместе взятые. Словом, целый маленький мир». Захват земель Нероном породил эпиграмму:

Рим станет дворцом. Переезжайте в Вейи, квириты,

Пока Вейи ещё не занял дворец сей
Оригинальный текст (лат.)Roma domus fiet: Veios migrate Quirite

Si non et Veios occupat ista domus

## Дворец
Ядром нероновой виллы стал собственно дворец, руины которого сегодня доступны для посетителей в парке Траяна, к северо-востоку от Колизея. Золотым он был назван из-за позолоченного купола (впервые в Риме применённого в частной, а не храмовой, постройке). Вероятно, это был единственный из запланированных дворцов, завершённых до смерти Нерона.
Прихожая в нем была такой высоты, что в ней стояла колоссальная статуя императора высотой 36 метров; площадь его была такова, что тройной портик по сторонам был длиной более 1,5 км; внутри был пруд, подобный морю, окруженный строениями, подобными городам, а затем — поля, пестреющие пашнями, пастбищами, лесами и виноградниками, и на них — множество домашней скотины и диких зверей… в обеденных палатах потолки были штучные, с поворотными плитами, чтобы рассыпать цветы, с отверстьями, чтобы рассеивать ароматы; главная палата была круглая и днем и ночью безостановочно вращалась вслед небосводу; в банях текли соленые и серные воды. И когда такой дворец был закончен и освящен, Нерон только и сказал ему в похвалу, что теперь, наконец, он будет жить по-человечески
Светоний, Жизнь двенадцати цезарей, Нерон, ст.31
Описание Светония, составленное спустя полвека после гибели Нерона и его дворца, указывает на две особенности, подтверждённые археологами. Целер и Север, впервые в Риме, украсили мозаикой не только стены, но и потолки (своды). Впоследствии, мозаики на куполах станут массово применяться в византийском храмостроительстве. Главный круглый зал был оснащён ложным внутренним куполом, который вращался рабами для услаждения гостей цезаря. Плиний Старший, современник Нерона, рассказал о судьбе Фабулла, талантливого художника: почти все его работы оказались сосредоточены во дворце Нерона («темницей его искусства был Золотой Дом») и погибли вместе с ним.

## Колосс
Вопреки утверждению Светония, сооружённая греком Зенодором статуя Нерона (Colossus Neronis, Колосс Нерона) стояла не под куполом, а вне здания, на границе дворца и города, лишь окружённая портиком. Высота её оценивается от 30 (Плиний) до 36 (Светоний) метров. После смерти Нерона Веспасиан приказал изменить лик статуи, дабы она олицетворяла бога Солнца; при Адриане (в царствование которого Светоний написал «Жизнь двенадцати цезарей») её перенесли на новое место, к амфитеатру Флавиев; по имени Колосса амфитеатр получил современное название — Колизей. Коммод заменил божественный лик колосса собственным. Фундаменты статуи были разобраны лишь в 1936 году.

## Разрушение
Отон, правивший всего три месяца, выделил на достройку дворца 50 миллионов сестерциев. Флавии, преемники Нерона и Отона, тяготились доставшимся им дворцом-виллой. Очередной пожар при Тите, бушевавший три дня и три ночи, дал повод к разборке дворца и полной перепланировке территории: «При пожаре столицы он (Тит) воскликнул: „Все убытки — мои!“ — и все убранство своих усадеб отдал на восстановление построек и храмов, а для скорейшего совершения работ поручил их нескольким распорядителям из всаднического сословия». На землях Золотого дворца Флавии построили новый форум, термы, амфитеатр; отдалённые участки отошли под частную застройку. При этом низменности были засыпаны землёй и спланированы; под этими завалами сохранились в неприкосновенности дошедшие до нас залы дворца.

## Росписи дворца
Император Нерон распорядился потолки и верхние половины стен украсить росписями. Около 30 000 м² росписей сохранились (чаще в плохом состоянии), из них 1200 м² отреставрированы. Темами картин являются мифологические сцены, пейзажи, изображения пиршественных столов со снедью и орнаменты, которые позднее, с лёгкого пера Джорджо Вазари получили название гротесков. Главным художником был Фамул (или Фабул, или Амулий) и он писал именно фрески (минеральными красками по сырой штукатурке). Росписи сочетались с лепным орнаментом из раскрашенного и позолоченного гипса, облицованы полудрагоценными камнями и пластинками слоновой кости. Впервые в древнеримском искусстве разноцветная мозаика покрывала не только полы, но и часть сводов.
Росписи были открыты в эпоху итальянского Возрождения. В 1481 году живописцы из Тосканы и Умбрии, приглашённые папой Сикстом IV для украшения Сикстинской капеллы в Ватикане — Д. Гирландайо, Пинтуриккио, Перуджино и Филиппо Липпи, спускаясь в подземелье холма Оппия через отверстия в потолке, обнаружили росписи. Они посчитали их росписями Терм Траяна (так они и названы в некоторых источниках), поскольку новые помещения Траяна возводили над руинами Золотого дома. Вслед за ними росписи исследовал Рафаэль Санти, назначенный в 1515 году папой Юлием II главным археологом и «Хранителем памятников города Рима». Скопированные фрески, в основном орнаментальные, на сводах полузасыпанных землёй помещений итал. grotto) назвали «гротесками». Художники использовали их для своих последующих работ.
- Деталь росписи в «Зале сфинкса»
- Фрагменты росписей
- Б. Смуглевич. Реконструкция росписи плафона зала № 21. 1776. Офорт, акварель. Национальный музей, Варшава
- П. С. Бартоли. Копия росписи потолка. Бумага, акварель. Национальный музей изобразительных искусств, Стокгольм

## Современность
Законсервированные временем подземные залы были случайно вскрыты в XV веке. Фрески, хорошо сохранившиеся до того времени, под действием влаги начали разрушаться. Считается, что обвалы потолков дворца в XX веке произошли из-за дождей.
В 1999 году, после двадцати лет реставрации, помещения дворца в парке Траяна (район Монти, вблизи Колизея) были открыты для посетителей (только организованные экскурсии). В 2005 году по соображениям безопасности комплекс вновь закрыли, и после проведения неотложных работ он открылся в феврале 2007 года.
30 марта 2010 года в ходе реконструкции обрушилась большая часть потолка.